# ناحية شهداد
ناحية شهداد  (بالفارسية: بخش شهداد) هي إحدى النواحي (تسمى ناحية في التقسيم الإداري للمناطق في إيران) في مقاطعة كرمان التي تتبع لمحافظة كرمان في إيران. في تعداد عام 2006 ، كان عدد سكانها 15,333 نسمة يتبعون إلى 3,742 عائلة. ناحية شهداد تملك مدينتين هما: شهداد واندوهجرد. وتملك الناحية ثلاث أقسام ريفية هي: قسم اندروهجرد الريفي وقسم سيرج الريفي وقسم تكاب الريفي.